# Ga Sari
Ga Sari (Tiếng Hàn: 사리역, Hanja: 四里驛) là ga tàu điện ngầm trên Tuyến Suin–Bundang, nằm ở nằm ở Sa-dong, Sangnok-gu, Ansan-si, Gyeonggi-do. Nó hoạt động như một dịch vụ hành khách từ tháng 9 năm 1966 đến tháng 12 năm 1995 và tiếp tục hoạt động vào ngày 12 tháng 9 năm 2020 với tư cách là ga bán ngầm cho các đoàn tàu đường đôi khổ tiêu chuẩn.

## Lịch sử
- 1 tháng 9 năm 1966: Khai trương dưới dạng nhà ga đơn giản không bố trí[1]
- 25 tháng 10 năm 1988  : Sửa đổi bảng khoảng cách kinh doanh (Điểm xuất phát Suwon 17,2km → 17,9km)[2]
- 1 tháng 1 năm 1996: Việc xử lý hành khách bị dừng lại do Tuyến Suin  đình chỉ hoạt động kinh doanh[3]
- 4 tháng 9 năm 2015: Đã xóa khỏi bảng khoảng cách đường sắt[4]
- 25 tháng 10 năm 2019: Tên ga được quyết định là Ga Sari[5]
- 2 tháng 2 năm 2020: Chạy thử toàn diện giữa Suwon - Đại học Hanyang tại Ansan[6]
- 29 tháng 5 năm 2020: Bảng khoảng cách được sửa đổi theo việc bắt đầu sử dụng bảng khoảng cách đường sắt.[7]
- 12 tháng 9 năm 2020: Khai trương Tuyến Suin–Bundang

## Bố trí ga
| ↑ Yamok                     |
| \| １                       |
| Đại học Hanyang tại Ansan ↓ |

| １ | ●Tuyến Suin–Bundang | ← Hướng đi Suwon · Seohyeon · Wangsimni · Cheongnyangni      |
| ２ | ●Tuyến Suin–Bundang | → Hướng đi Đại học Hanyang tại Ansan · Jeongwang · Incheon → |

## Hình ảnh

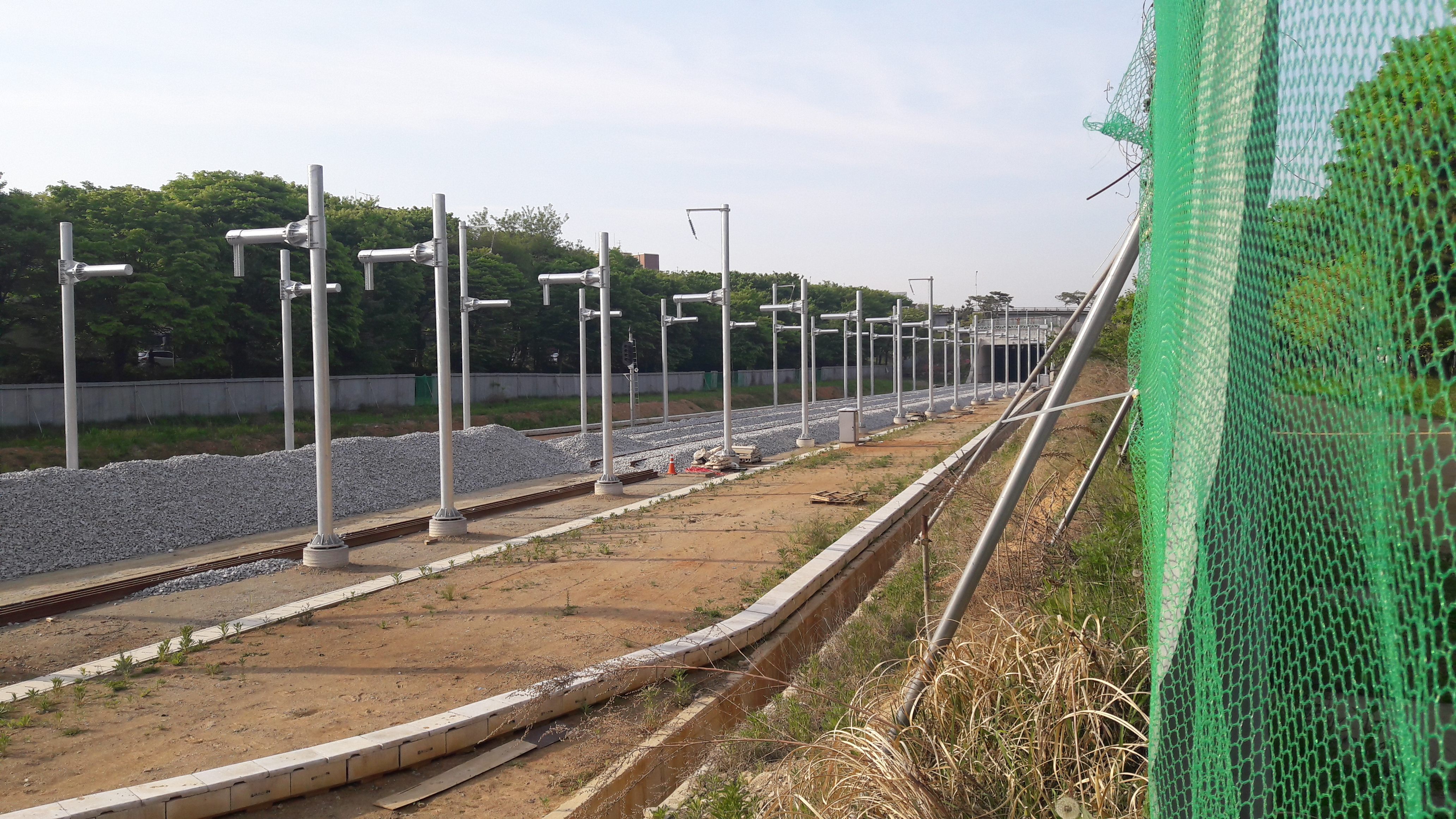
Đường ray lúc thi công (14/05/2019)
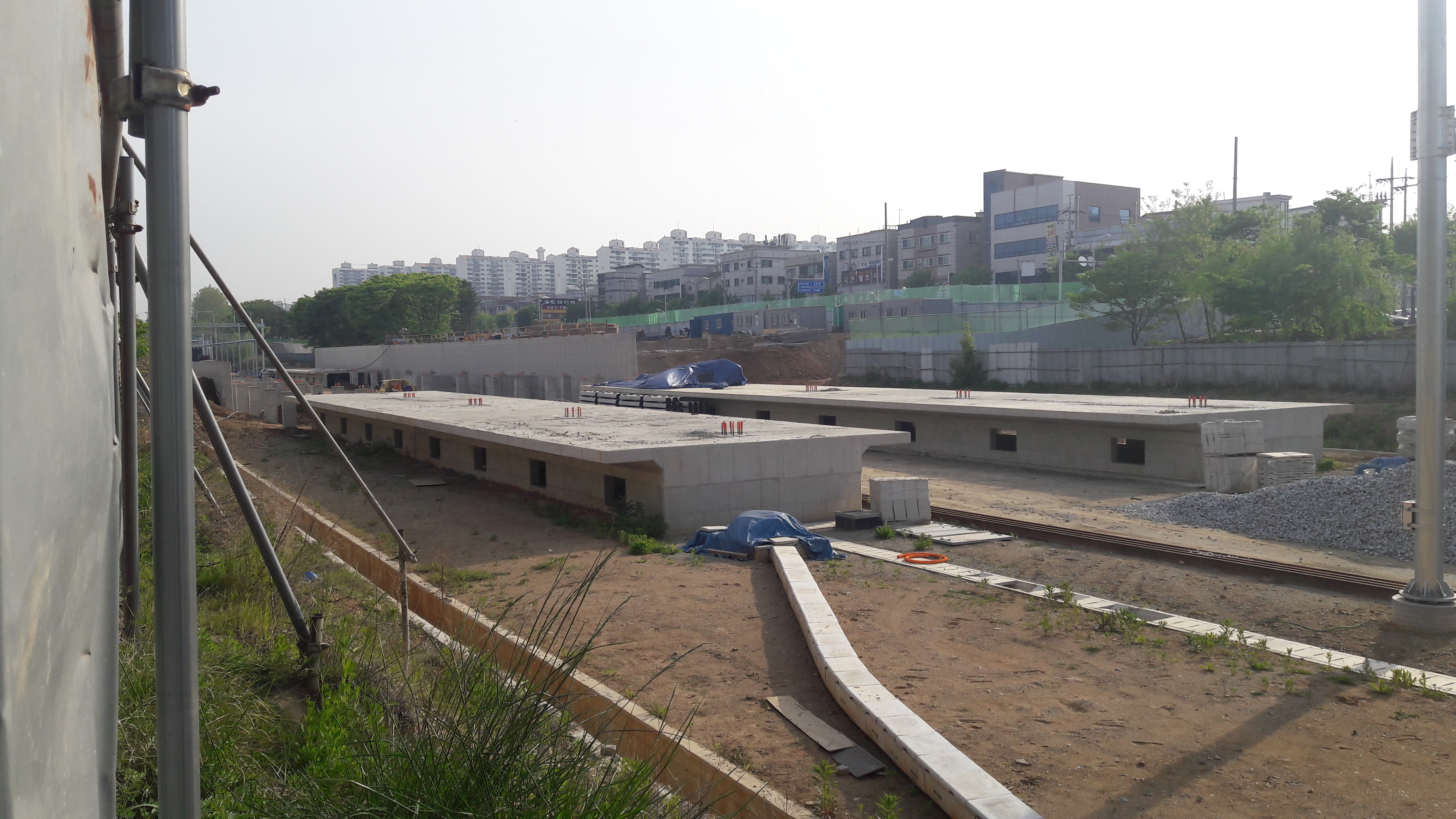
Mặt bằng lúc thi công (14/05/2019)
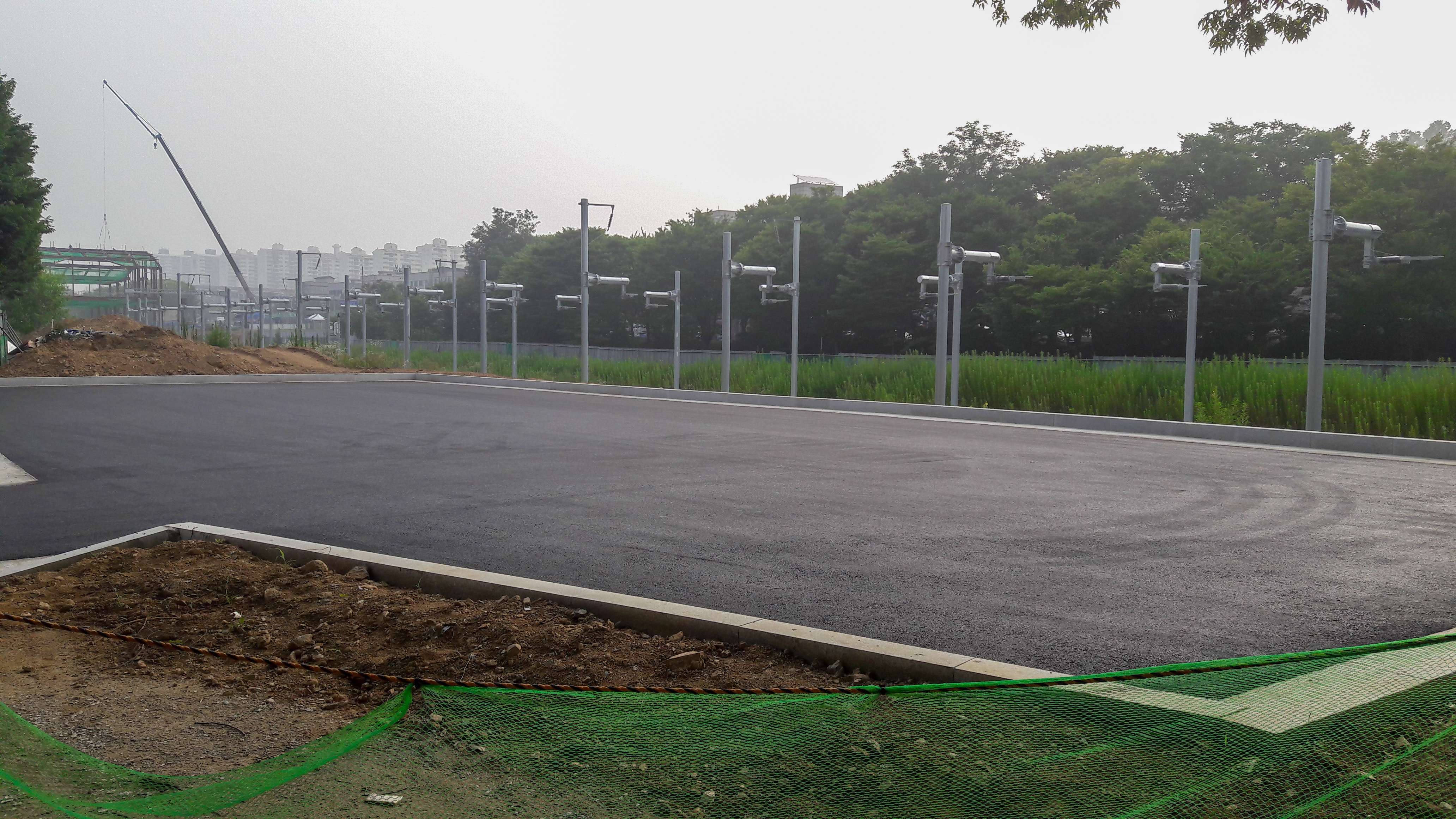
Mặt bằng bãi xe lúc thi công (17/07/2019)
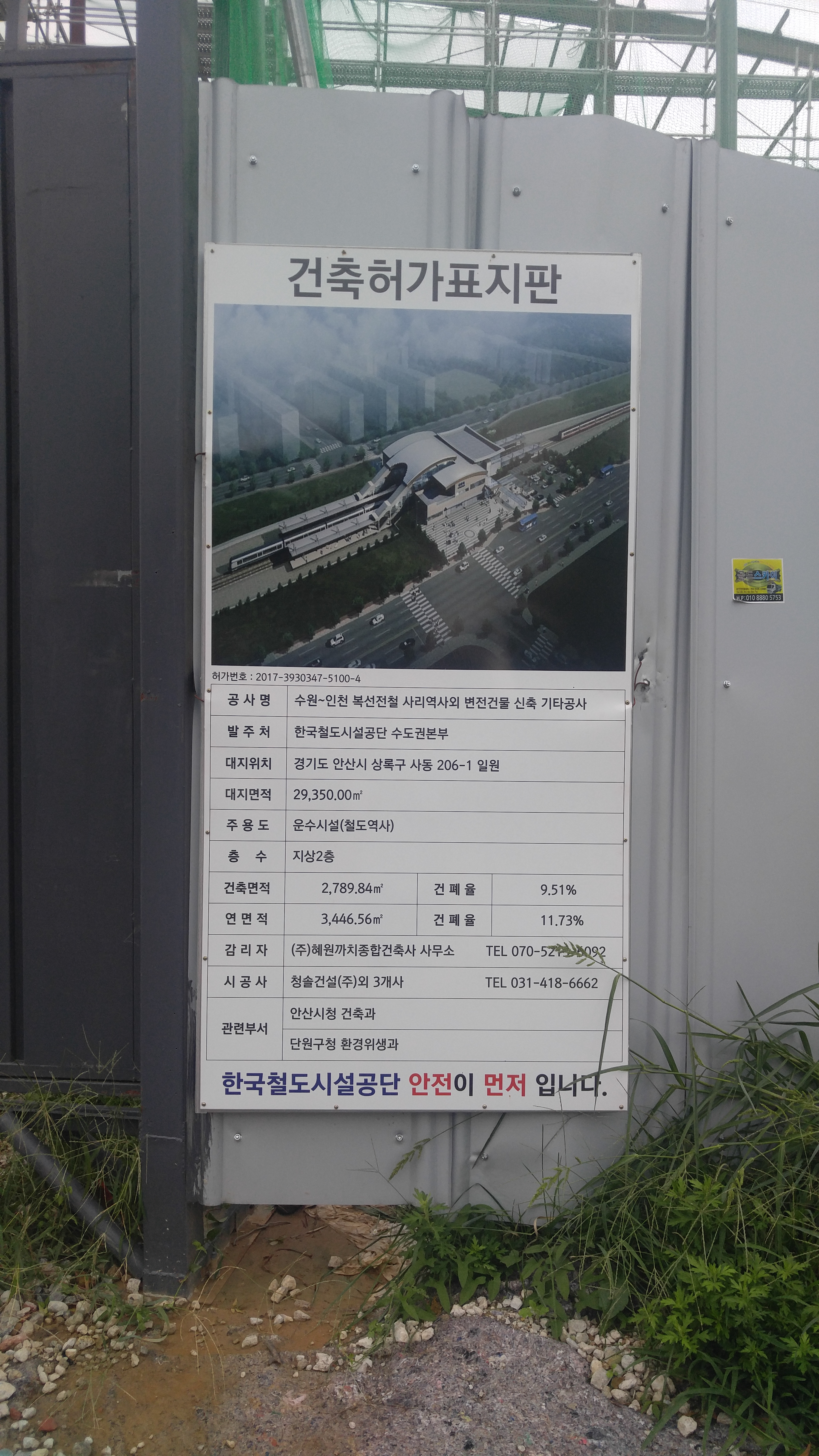
Biển báo cấp phép xây dựng (08/09/2019)
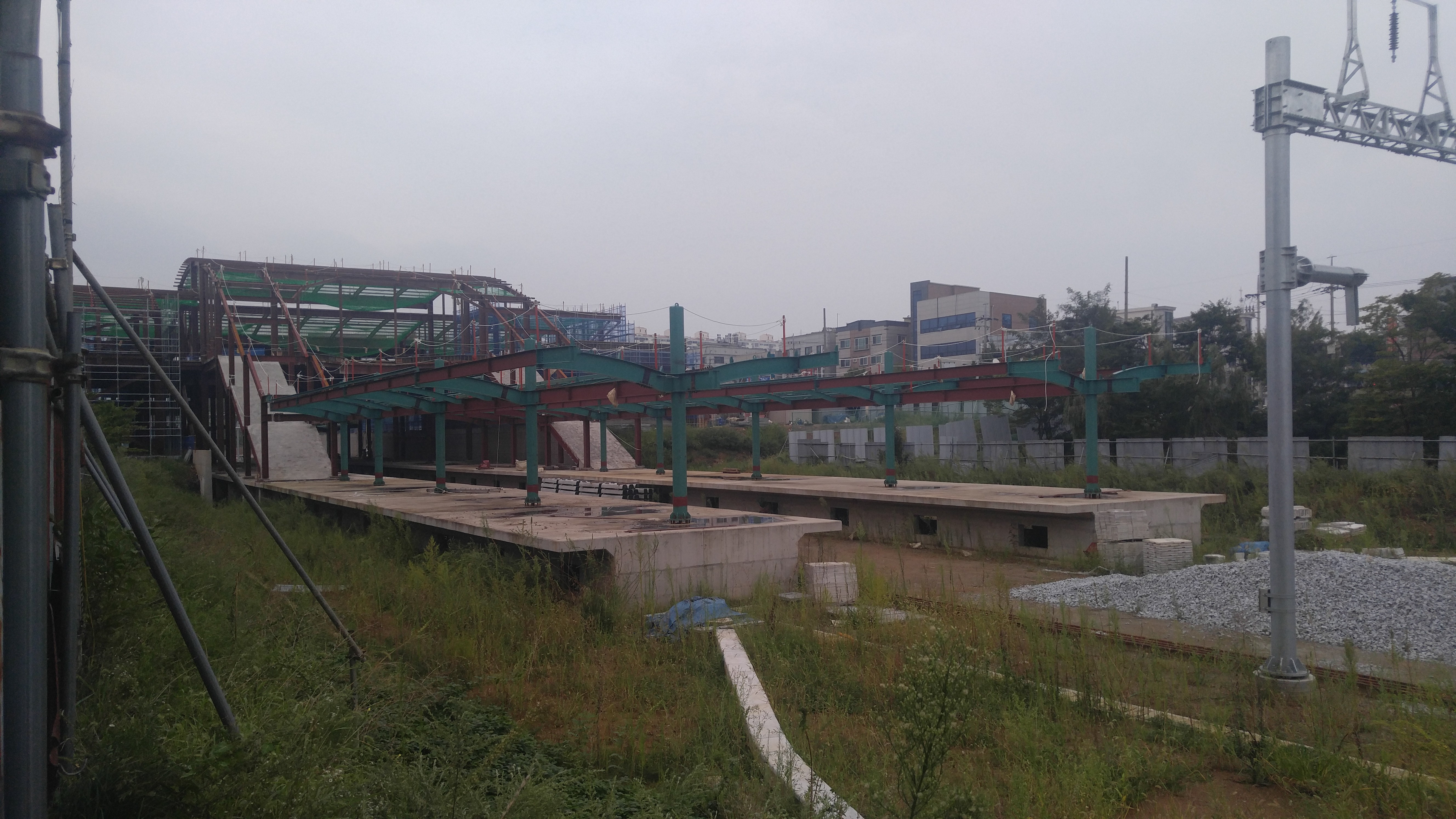
Quang cảnh sân ga trong quá trình thi công (08/09/2019)
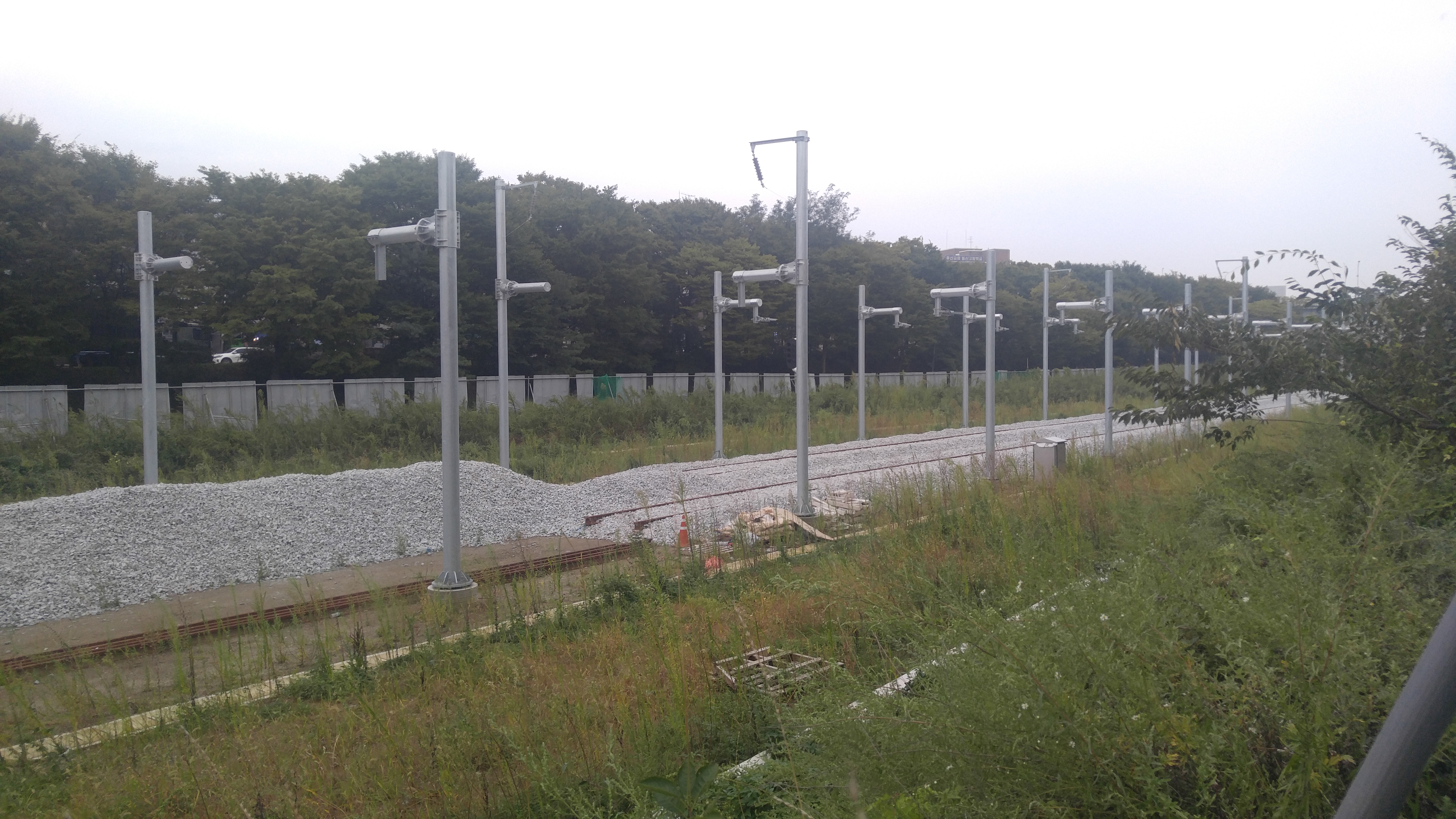
Đường ray trong quá trình thi công (08/09/2019)
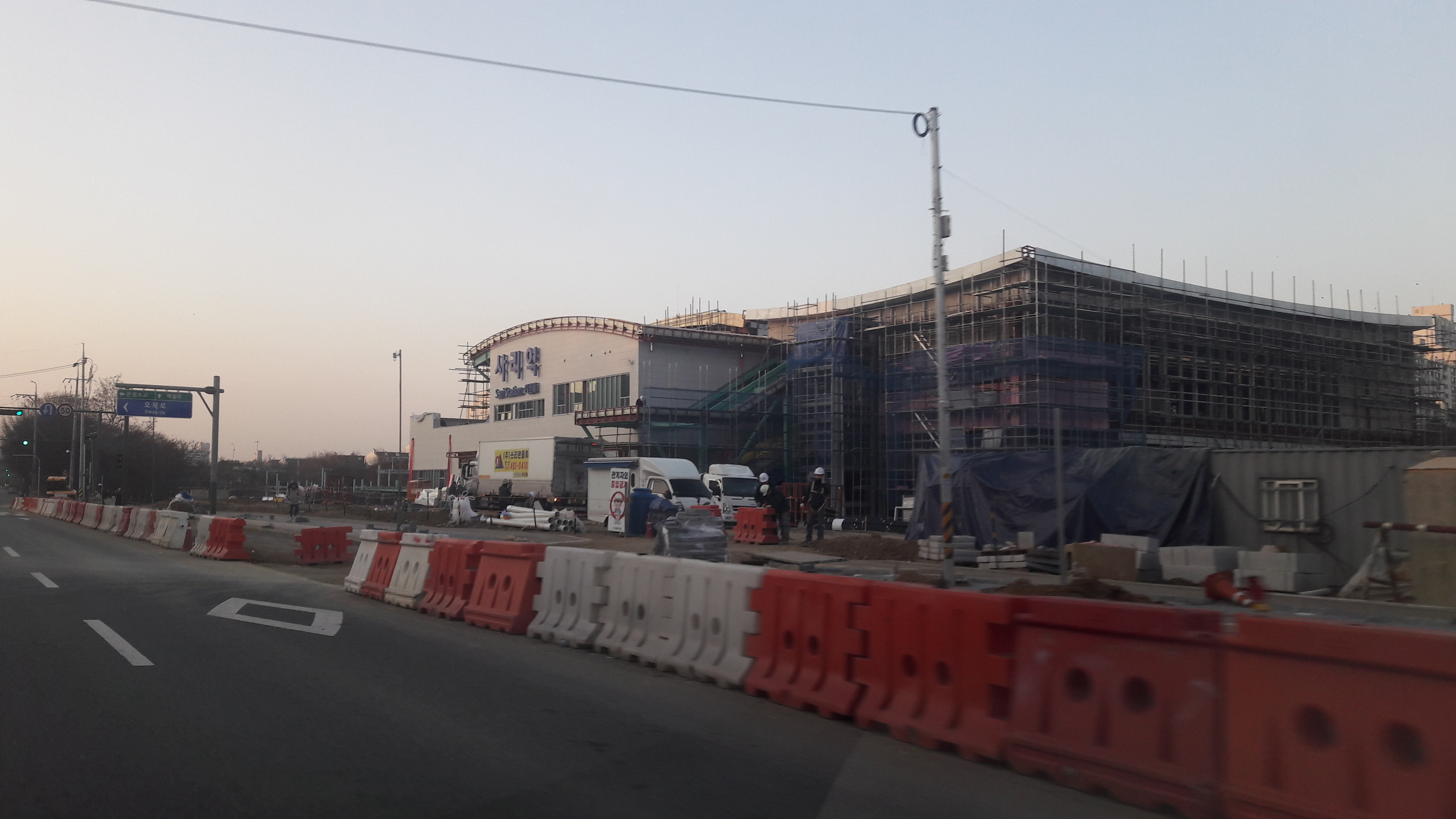
Sân ga lúc xây dựng (20/12/2019)
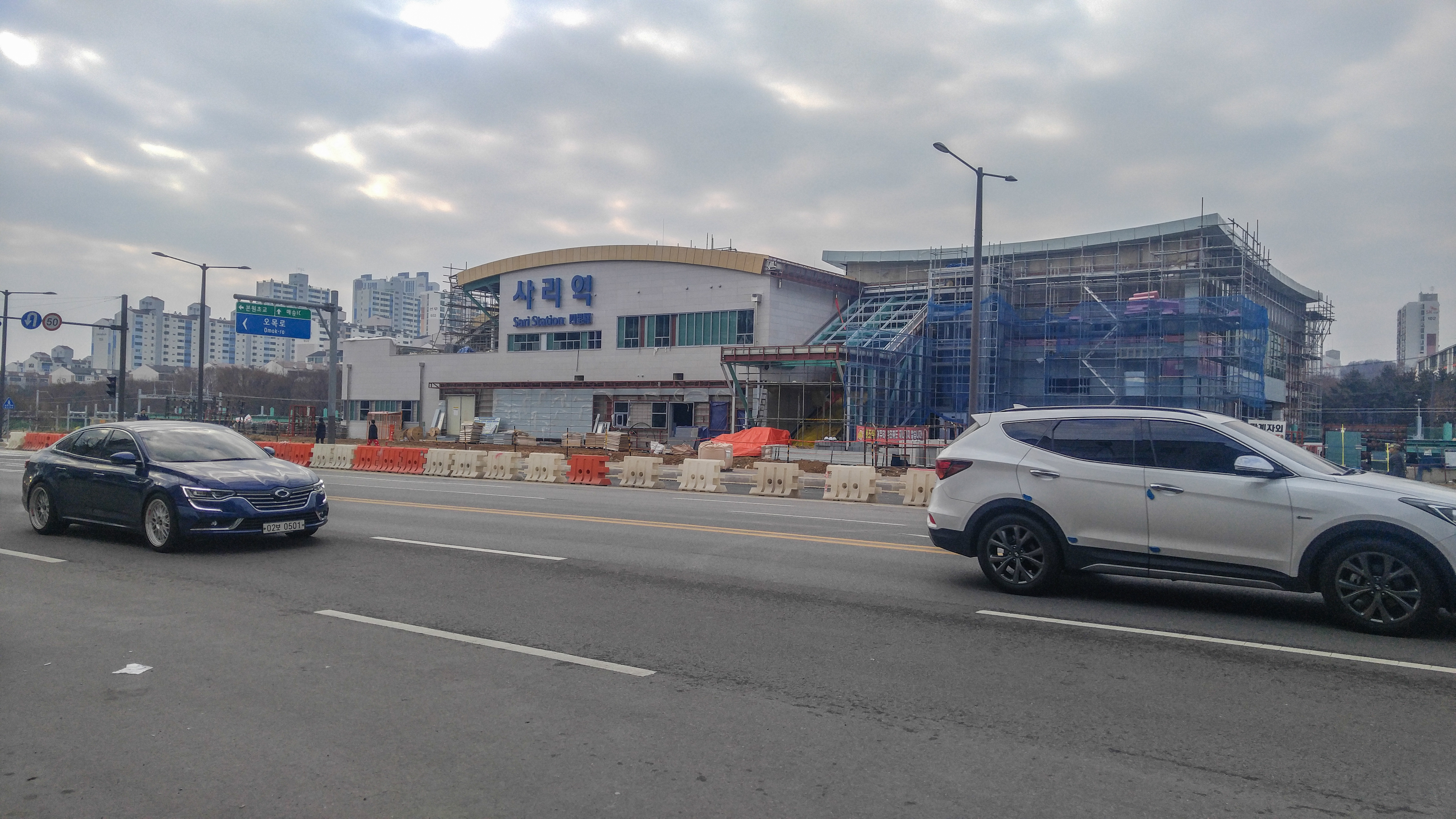
Sân ga lúc xây dựng (1/1/2020)
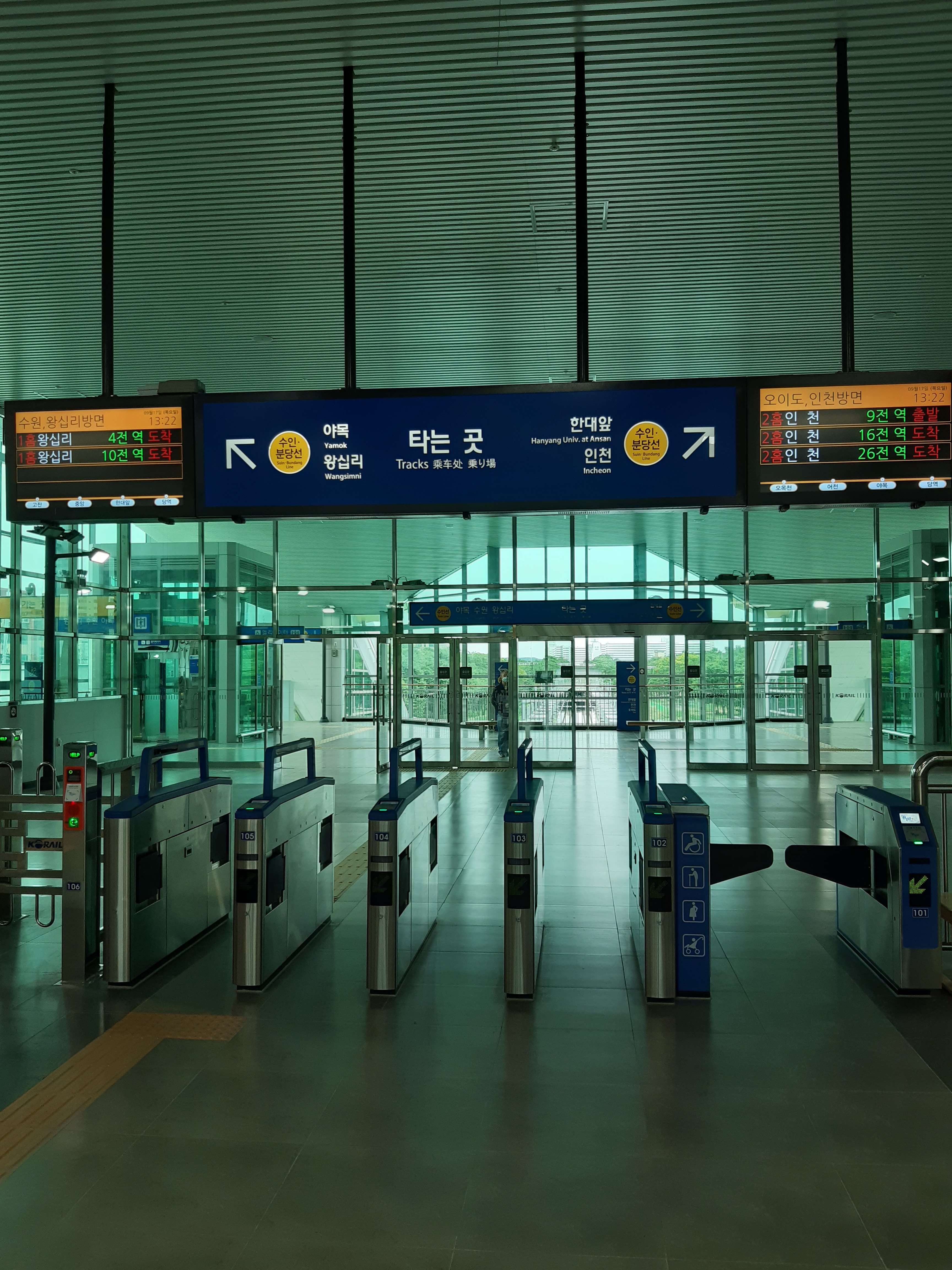
Cửa soát vé
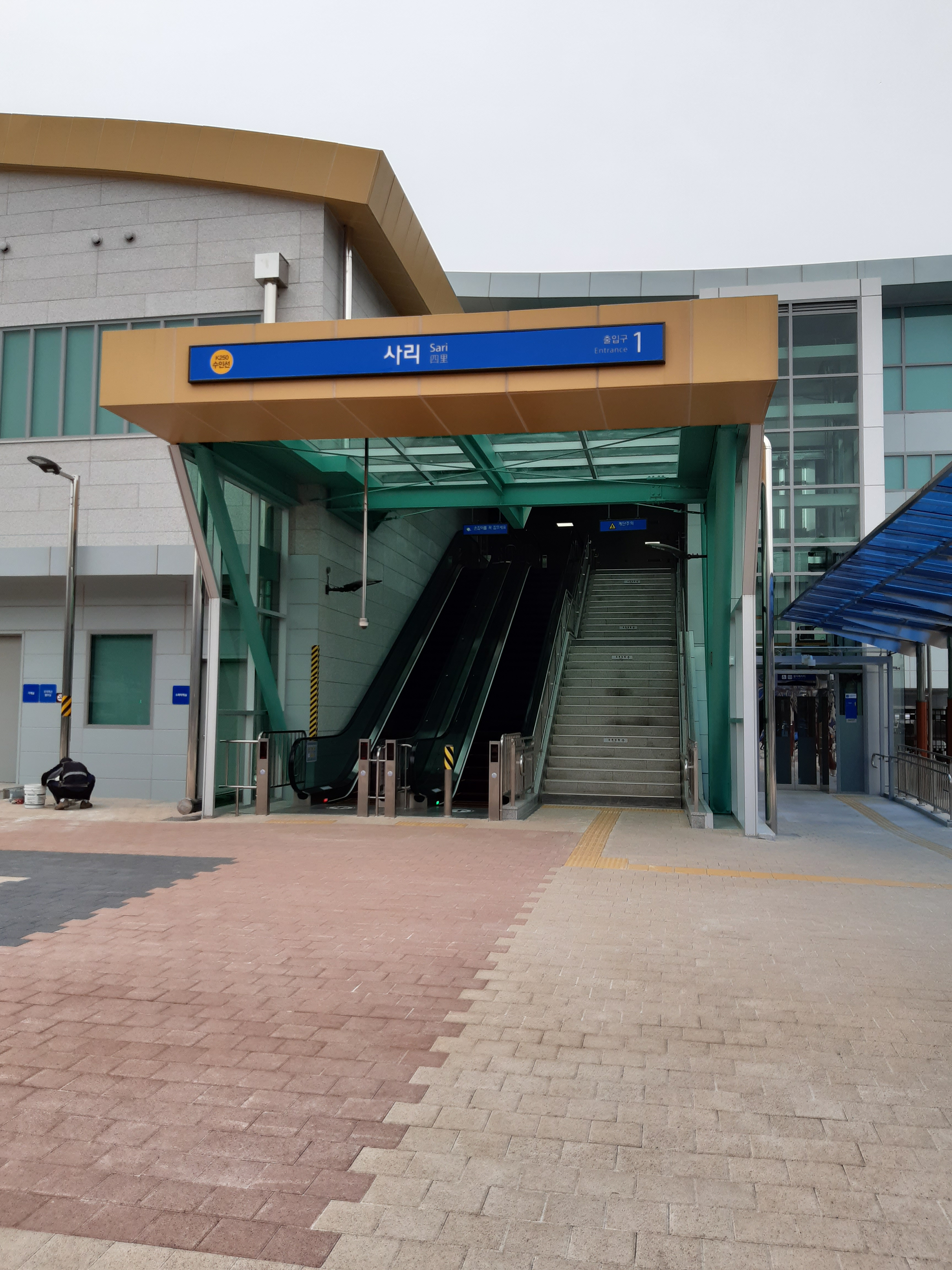
Lối ra số 1